# Philippinacridium lobatum
Philippinacridium lobatum är en insektsart som beskrevs av Marius Descamps 1974. Philippinacridium lobatum ingår i släktet Philippinacridium och familjen Chorotypidae. Inga underarter finns listade i Catalogue of Life.